# Agnieszka Pindera
Agnieszka Pindera (ur. w 1981 w Tarnowie) – polska kuratorka i teoretyczka sztuki, specjalizuje się w sztuce XX i XXI wieku, szczególnie grup i kolektywów artystycznych, oraz w temacie samoorganizacji artystów. 
Od grudnia 2024 pełni funkcję dyrektorki Zachęty Narodowej Galerii Sztuki w Warszawie.

## Życiorys
Agnieszka Pindera ukończyła tarnowskie Liceum Sztuk Plastycznych. Absolwentka kulturoznawstwa Uniwersytetu Marii Curie Skłodowskiej w Lublinie, podyplomowych studiów Gender oraz Muzealniczych Studiów Kuratorskich na Uniwersytecie Jagiellońskim w Krakowie. Od 2023 roku studentka Szkoły Doktorskiej Nauk Humanistycznych Uniwersytetu Warszawskiego. Kuratorka programu rezydencyjnego w Fundacji Izolyatsia w Doniecku. 
W latach 2008–2011 kuratorka w Centrum Sztuki Współczesnej Znaki Czasu w Toruniu.   
W 2013 razem z Danielem Muzyczukiem przygotowała wystawę Everything Was Forever, Until It Was No More Konrada Smoleńskiego w Pawilonie Polskim na 55. Międzynarodowej Wystawie Sztuki w Wenecji.
W latach 2016–2023 pracowała w Muzeum Sztuki w Łodzi, gdzie zajmowała się m.in. tworzeniem programu publicznego i działalnością naukowo-badawczą. Redaktorka „Praktycznego poradnika dla artystów”, publikowała m.in. w „Notesie na 6 tygodni” oraz w antologiach i katalogach wystaw. Autorka książki poświęconej założycielowi Studia Eksperymentalnego Polskiego Radia, Józefowi Patkowskiemu „Patkowski. Ambasador Muzyki z Marsa" (2019). Wraz z Martą Madejską i Natalią Słaboń współtworzyła i redagowała książkę „Proszę mówić dalej. Historia społeczna Muzeum Sztuki w Łodzi" (2020).   
W latach 2023–2024 pracowała w Muzeum Warszawy.  
Członkini AICA i CIMAM.
W październiku 2024 roku wygrała konkurs, w wyniku którego została powołana w grudniu 2024 na stanowisko dyrektorki Zachęty – Narodowej Galerii Sztuki w Warszawie.

## Kuratorka wystaw
- Manual CC. Gry dla początkujących i zaawansowanych (współkuratorka), Centrum Sztuki Współczesnej Kronika w Bytomiu, 16.09 – 1.10.2007
- LISTA PŁAC. Andrzej finansowo stoi bardzo dobrze, Galeria Zderzak w Krakowie, 21.09 – 12.10.2007
- Nie patrz prosto w słońce. Prace z kolekcji Daros Latinamerica, (wraz z Joanną Zielińską), Centrum Sztuki Współczesnej Znaki Czasu w Toruniu, 26.06 – 13.09.2009
- Przeszłość jest obcym krajem, (wraz z Aleksandrą Kononiuk), Centrum Sztuki Współczesnej "Znaki Czasu" w Toruniu, 23.01 – 2.05.2010
- MORE IS MORE, (wraz z Danielem Muzyczukiem i Joanną Zielińską), Centrum Sztuki Współczesnej "Znaki Czasu" w Toruniu, 26.06 – 24.10.2010
- Melancholia sprzeciwu. Prace z kolekcji Muzeum Sztuki Współczesnej w Antwerpii, (wraz z Danielem Muzyczukiem), Centrum Sztuki Współczesnej "Znaki Czasu" w Toruniu, 5.11.2010 – 20.01.2011
- Berek! Szukam!, (wraz z Joanną van der Zanden), BWA Tarnów, 21.06 – 20.07.2011
- Berlegustopl, (wraz z Michałem Wolińskim), Piktogram, 24.09 – 12.11.2011
- Sugar in the air, (wraz z Danielem Muzyczukiem), Penzance Gallery, 7 – 14.05.2012
- Wszyscy jesteśmy Marco Polo, Parkowanie 6, Gdańsk, 4 – 5.08.2012
- Druga jesień, galeria Art Stations, Poznań, 13.03 - 31.05.2015
- Peer-to-Peer. Praktyki kolektywne w nowej sztuce, Muzeum Sztuki w Łodzi, 08.06.2018-28.10.2018
- Jasmina Cibic. Pałac, Muzeum Sztuki w Łodzi, 21.01 – 29.08.2021
- Awangardowe muzeum, (wraz z Jarosławem Suchanem), Muzeum Sztuki w Łodzi, 15.10.2021 – 1.05.2022
- I ogień, i popiół. Nikita Kadan, (wraz z Aloną Karavai i Anną Potiomkiną), Muzeum Sztuki w Łodzi, 7.10.2022 – 12.03.2023
- Blue for Distinction, Red for Correction, Christine König Galerie, Wiedeń, 8.09 – 14.10.2023

## Inne projekty
- The Most Curatorial Biennale of the Universe, Galeria apexart w Nowym Jorku, USA, 7.07 – 11.08.2007
- SZTUKA CIĘ SZUKA! – projekt edukacyjny, (wraz z Martą Kołacz), Centrum Sztuki Współczesnej Znaki Czasu w Toruniu, wrzesień 2008 – marzec 2009
- Pokój z kuchnią, (wraz z Danielem Muzyczukiem i Joanną Zielińską, Centrum Sztuki Współczesnej "Znaki Czasu" w Toruniu, 30.05.2009 – 30.05.2012